# Joseph Fassbender
Joseph Fassbender (Colonia, 4 aprile 1903 – Colonia, 5 gennaio 1974) è stato un pittore tedesco.

## Opere
- Vihaminazhera und Wandmalerei o.T. nella Beethovenhalle a Bonn
- Coincidentia oppositorum - Wandgestaltung nel foyer dell'istituto Gesamtschule Bonn-Bad Godesberg
- Tapisserien der Staatskanzlei a Düsseldorf e nel municipio di Colonia
- Pflasterung (Entwurf) nel palazzo della Westdeutscher Rundfunk a Colonia

## Premi
- Villa Romana-Preis, 1929
- Großer Kunstpreis der Stadt Köln, 1955
- Preis für Graphik der Biennale von Venedig, 1964
- Großes Verdienstkreuz der Bundesrepublik Deutschland, 1964